# Dietrich Anton von Velen
Dietrich Anton von Velen (* 29. September 1643 in Meppen; † 3. Oktober 1700 in Velen) war Dompropst im Domkapitel Münster.

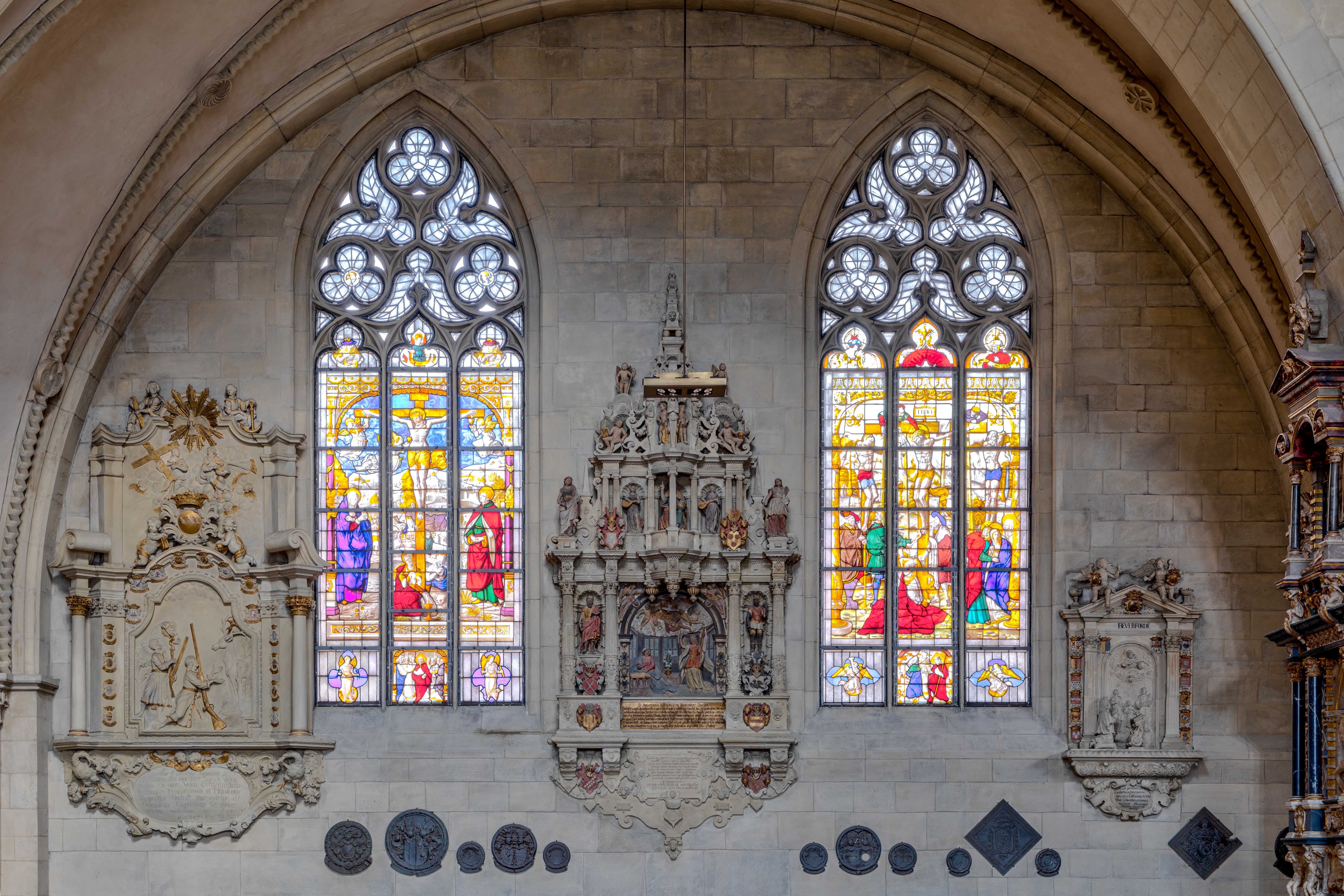
Epitaph des Dompropstes Dietrich Anton von Velen im nördlichen Seitenschiff des Doms in Münster (auf der linken Seite)

## Leben

### Herkunft und Familie
Als Sohn der Eheleute Dietrich von Velen (1591–1657) und Katharina Sophia von Wendt (1610–1647) geboren, entstammte Dietrich Anton der uralten westfälischen Adelsfamilie von Velen. Diese wurde am 14. Februar 1667 in den Reichsfreiherrenstand erhoben.
Er war das jüngste Kind. Seine Schwester Maria Alexandra (1636–1675) war mit  Freiherr Otto Werner Waldbott von Bassenheim verheiratet. Sein Bruder Hermann Matthias war Amtsdroste in Meppen.

### Werdegang und Wirken
Im Jahre 1664 erhielt Dietrich eine Dompräbende in Minden und Papst Alexander VII. verlieh ihm auf Bitten des Fürstbischofs Christoph Bernhard von Galen am 13. Oktober 1666 ein Domkanonikat in Münster. Dieses war nach dem Tod von Johann Heidenreich von Vörde vakant geworden. An der Sorbonne in Paris machte er sein Vorstudium. Am 10. Februar 1667 erhielt er die Dompräbende, nachdem er auf die Geschlechter Velen, Wendt, Horst und Reuschenberg aufgeschworen hatte. Einige Monate später, am 4. Juni 1667, wurde er zum Subdiakon geweiht. Am 5. März 1669 verlieh ihm der Fürstbischof das Vizedominat und ernannte ihn zum Geheimen Rat, ausgestattet mit wichtigen diplomatischen Aufgaben.
Dabei haben die verwandtschaftlichen Verbindungen – Dietrichs Bruder Hermann war mit Margaretha von Galen (Nichte des Fürstbischofs) verheiratet – sicherlich eine Rolle gespielt.
Nach der Eroberung der östlichen Niederlande verlieh ihm der Bischof im Jahre 1673 die Propstei Oldenzaal. 1680 erhielt er das Oblegium Averholthausen und am 24. Juli 1684 wurde er Inhaber der Burg Schöneflieth. Die Ernennung zum Wirklichen Geheimen Kriegsrat und Hofrat fiel auf den 14. September 1680.
Am 1. Juli 1699 wurde er zum Dompropst gewählt. Hierüber entwickelte sich ein Streit mit dem Papst, der den Domherrn Wilhelm Franz Freiherr von Nesselrode für dieses Amt vorgesehen hatte. Vor der Beilegung dieses Konfliktes starb Dietrich am 3. Oktober 1700 im Schloss Velen.

### Sonstiges
Dietrich war als guter Gesellschafter – un homme de plaisier – und als leidenschaftlicher Jäger bekannt.
Im Dom zu Münster befindet sich sein Epitaph.